# Psittacara strenuus
El periquito pacífico, perico centroamericano o chocoyo (Psittacara strenuus) es una especie de ave psitaciforme de la familia Psittacidae que habita en Guatemala, El Salvador, Honduras, Nicaragua y el sur de México.

## Taxonomía
El periquito pacífico pertenecía al género Aratinga, pero desde aproximadamente 2013 ha estado en su género actual Psittacara. Por lo demás, su taxonomía no está resuelta. La Unión Ornitológica Internacional, la American Ornithological Society y la taxonomía de Clements la tratan como una especie completa y monotípica. Aves del Mundo de BirdLife International lo considera una subespecie de la aratinga verde.

## Descripción
El periquito pacífico mide unos 32 cm de largo. No hay dimorfismo sexual. Los adultos son generalmente de color verde oliva ligeramente amarillentos en las partes inferiores; algunos tienen manchas rojas en el cuello. La parte inferior de las plumas de vuelo y la cola son de color amarillo oliva. Su iris es de color rojo anaranjado rodeado de piel desnuda de color beige pálido, su pico es de color cuerno y sus patas son de color marrón.

## Distribución y hábitat
El periquito pacífico se encuentra en la vertiente del océano Pacífico desde el estado de Oaxaca en el sur de México hacia el sur a través de Guatemala, El Salvador y Honduras hasta el centro de Nicaragua. Habita en una variedad de paisajes boscosos, incluidos los caducifolios, semicaducifolios y siempre verdes; bosque de galería; bosque pantanoso; y matorrales áridos. También ocurre en bosques de pino-encino de montaña y en parques y jardines urbanos. En elevación va desde el nivel del mar hasta los 2.600 m.

## Alimentación
La dieta de estos periquitos no se ha documentado por completo, pero se sabe que incluye semillas y frutas. Puede ser una plaga de cultivos. Las bandadas pueden superar los 100 individuos. 

## Reproducción
La biología reproductiva de la cotorra del Pacífico no es bien conocida. Se ha documentado que anida en grietas de rocas y cavidades en bancos de tierra; probablemente también anida en cavidades de árboles y termiteros. Su temporada de reproducción parece incluir de junio a septiembre. 

## Amenazas y conservación
El periquito pacífico está catalogado, según la Lista Roja de la UICN, como especie bajo preocupación menor. Sin embargo, la tala de árboles, los incendios forestales y las capturas para el tráfico de mascotas hicieron que su población salvaje disminuyera drásticamente.